# Atouguia
Atouguia es una freguesia portuguesa del concelho de Ourém, con 19,55 km² de superficie y 2.460 habitantes (2001). Su densidad de población es de 125,8 hab/km².